# 市第二人民醫院站
市第二人民医院站是郑州地铁5号线与7号线的地铁换乘站，位于中华人民共和国河南省郑州市二七区航海中路与大学中路交叉口，5号线部分于2019年5月20日投入运营，7号线部分于2024年12月29日投入运营。

## 车站结构
市第二人民医院站分为5号线车站和7号线车站两部分。5号线车站的主体结构位于航海中路地下，呈东西向布置，为地下二层车站。7号线车站的主体结构位于5号线车站以南的大学南路地下，呈南北向布置，为地下三层车站，与5号线车站呈“T”形交叉。

### 车站楼层
市第二人民医院站5号线车站的主体结构为地下二层车站，B1層為站廳层，B2層為站台层。7号线车站的主体结构为地下三层车站，B1層為站廳层，B3层为站台层。

#### 5号线车站楼层
| 1F  | 地面     | A-D出入口                                                         | A-D出入口                                                         | A-D出入口                                                         |
| B1F | 站厅     | 客服中心、自动售票机、行李检查、闸机、车站控制室 连通 █ 7号线站厅 | 客服中心、自动售票机、行李检查、闸机、车站控制室 连通 █ 7号线站厅 | 客服中心、自动售票机、行李检查、闸机、车站控制室 连通 █ 7号线站厅 |
| B2F | █ 5号线  | 内环方向（齐礼阎）                                                | 内环方向（齐礼阎）                                                | 内环方向（齐礼阎）                                                |
| B2F | 岛式站台 |                                                                   | 至站厅 至 █ 7号线站台                                             | 卫生间                                                            |
| B2F | █ 5号线  | 外环方向（京广南路）                                              | 外环方向（京广南路）                                              | 外环方向（京广南路）                                              |

#### 7号线车站楼层
| 1F  | 地面     | E-H出入口                                                                         | E-H出入口                                                                         | E-H出入口                                                                         |
| B1F | 站厅     | 客服中心、自动售票机、行李检查、闸机、车站控制室、卫生间、母婴室 连通 █ 5号线站厅 | 客服中心、自动售票机、行李检查、闸机、车站控制室、卫生间、母婴室 连通 █ 5号线站厅 | 客服中心、自动售票机、行李检查、闸机、车站控制室、卫生间、母婴室 连通 █ 5号线站厅 |
| B3F | █ 7号线  | 往东赵方向（大学中路）                                                            | 往东赵方向（大学中路）                                                            | 往东赵方向（大学中路）                                                            |
| B3F | 岛式站台 | 至 █ 5号线站台                                                                    | 至站厅                                                                            | 卫生间                                                                            |
| B3F | █ 7号线  | 往南岗刘方向（王胡砦）                                                            | 往南岗刘方向（王胡砦）                                                            | 往南岗刘方向（王胡砦）                                                            |

### 站厅
市第二人民医院站的5号线车站和7号线车站各设1座站厅，均位于B1层，设有客服中心、自动售票机、行李检查、车站控制室等设施。站厅由闸机和栏杆分隔为付费区和非付费区，付费区位于5号线站厅的南部和7号线站厅的东部，7号线站厅的北端与5号线站厅连通，付费区和非付费区均互相连接。两座站厅的付费区内均设有自动扶梯、楼梯和无障碍电梯，连接对应的站台。7号线站厅的G口道通处设卫生间和母婴室。

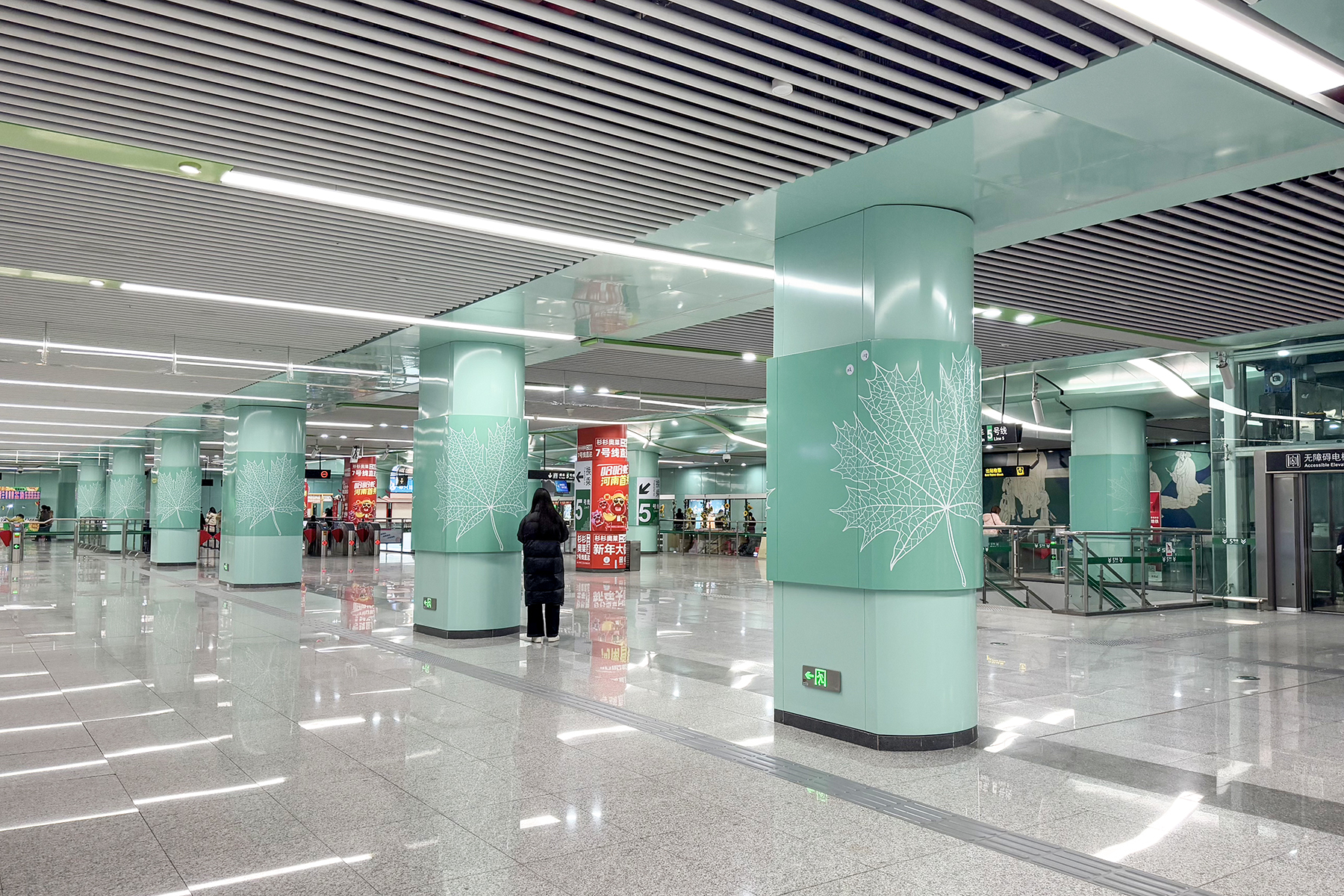
5号线站厅
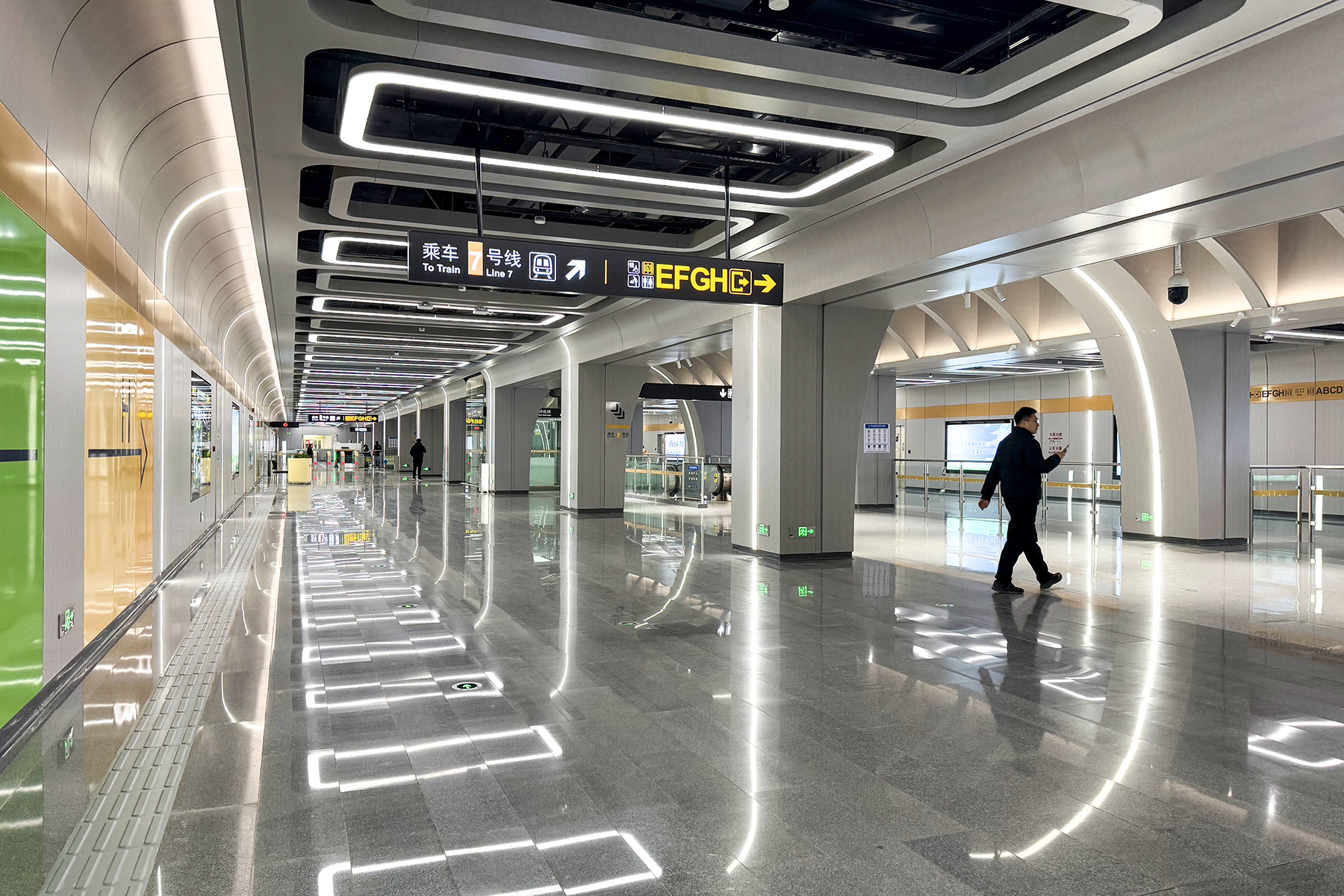
7号线站厅
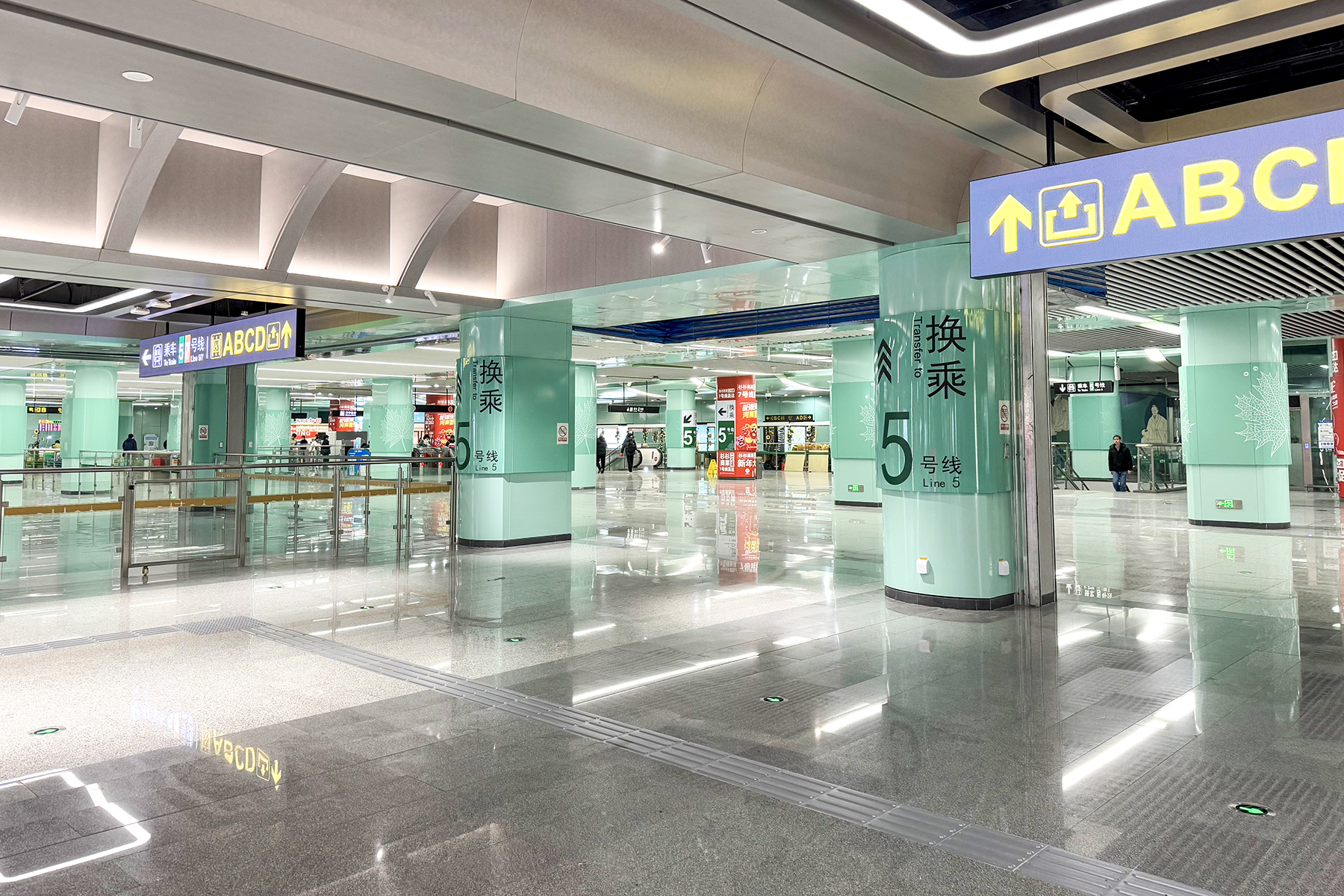
7号线站厅与5号线站厅连接处

### 站台
市第二人民医院站的5号线车站和7号线车站各设一座岛式站台，均安装有高站台门。5号线站台位于B2层，呈东西向，北侧站台面由内环方向列车的使用，南侧站台面由外环方向的列车使用，站台东端设卫生间和母婴室。7号线站台位于B3层，呈南北向，西侧站台面由南岗刘方向列车的使用，东侧站台面由东赵方向的列车使用，站台南端设卫生间。两座岛式站台呈“T”形交叉，在5号线站台中部设有步梯换乘通道，与7号线站台北端连接，形成T形换乘节点。

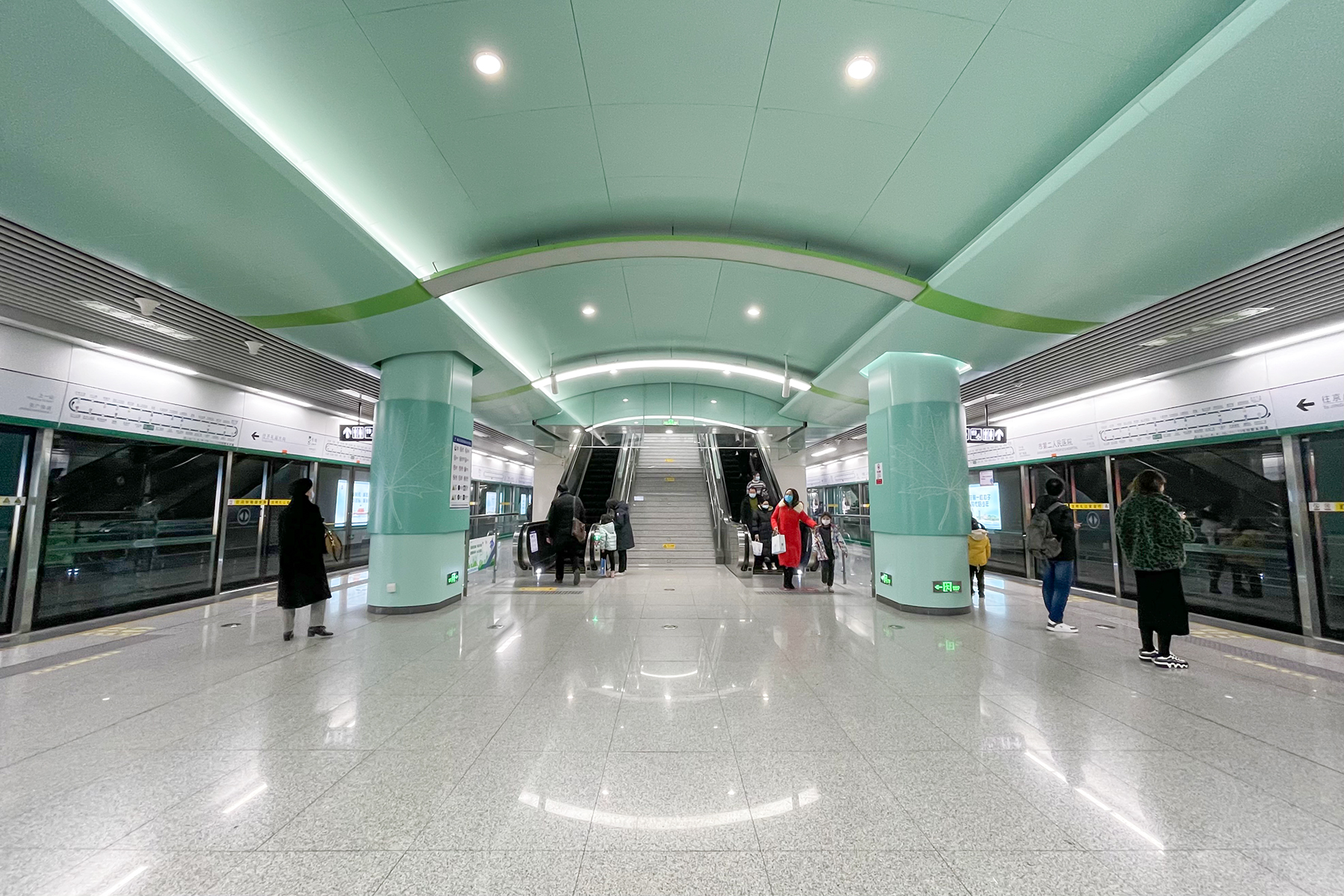
5号线站台
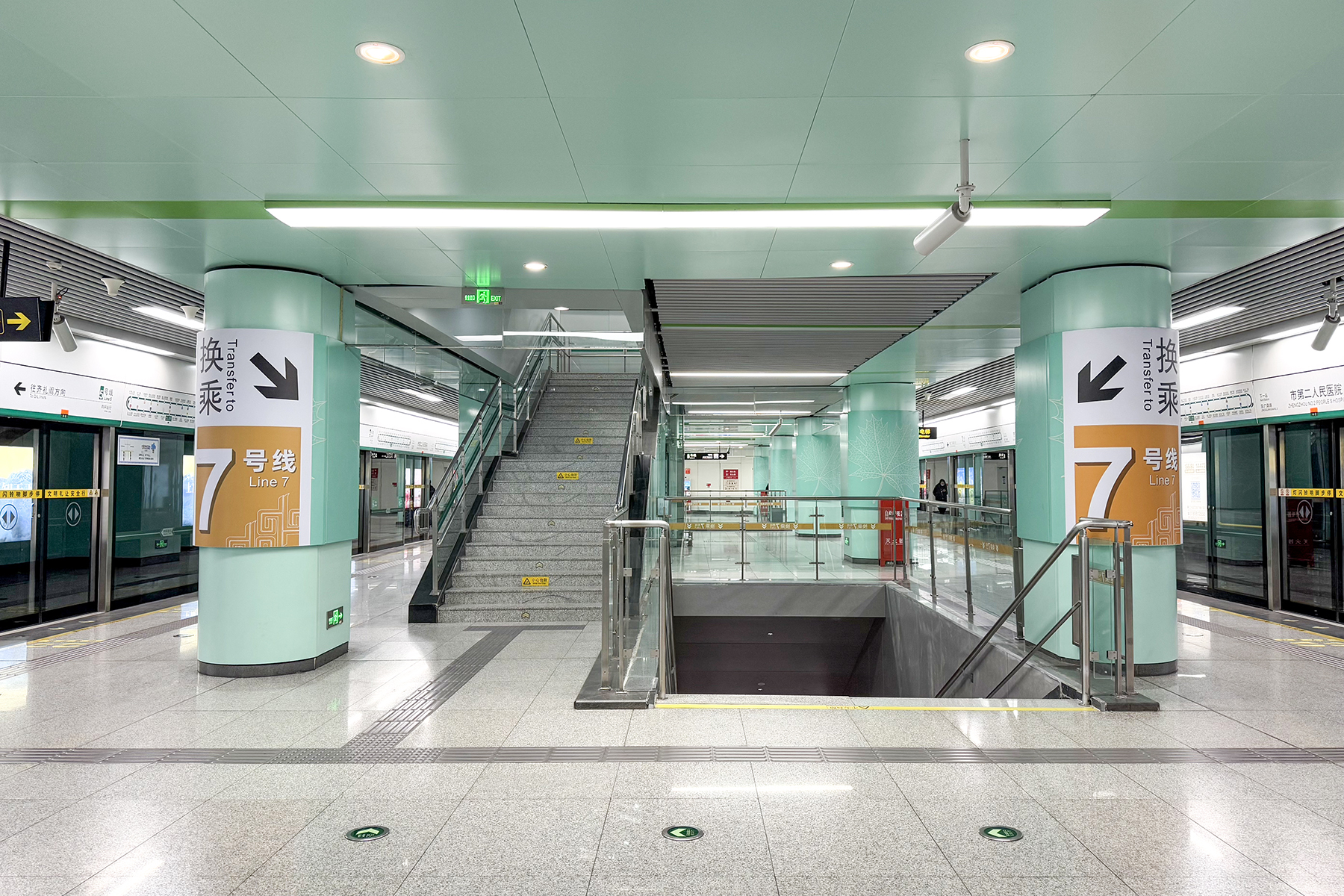
5号线站台中部连接7号线站台的换乘楼梯口
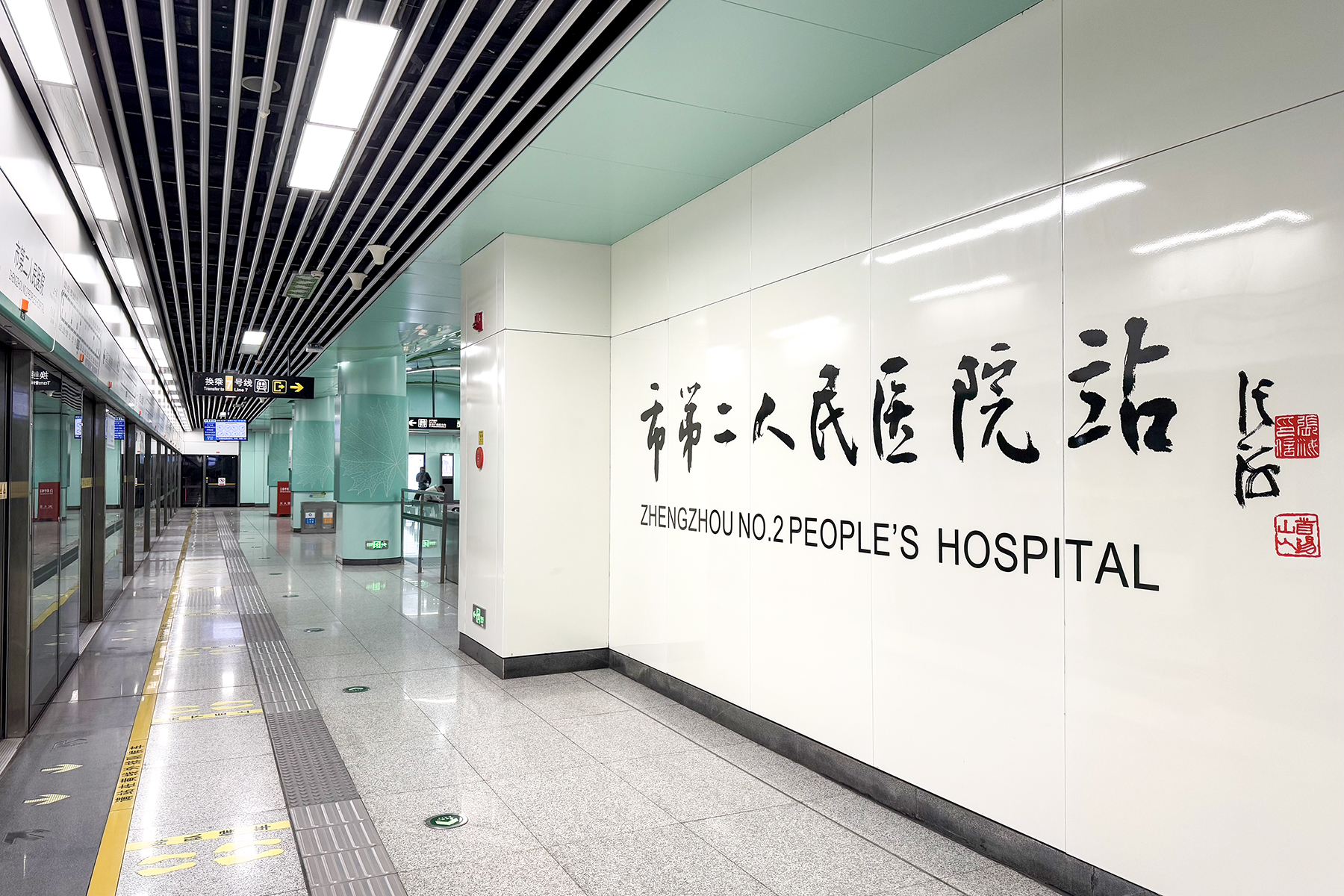
5号线站台上的站名书法大字壁

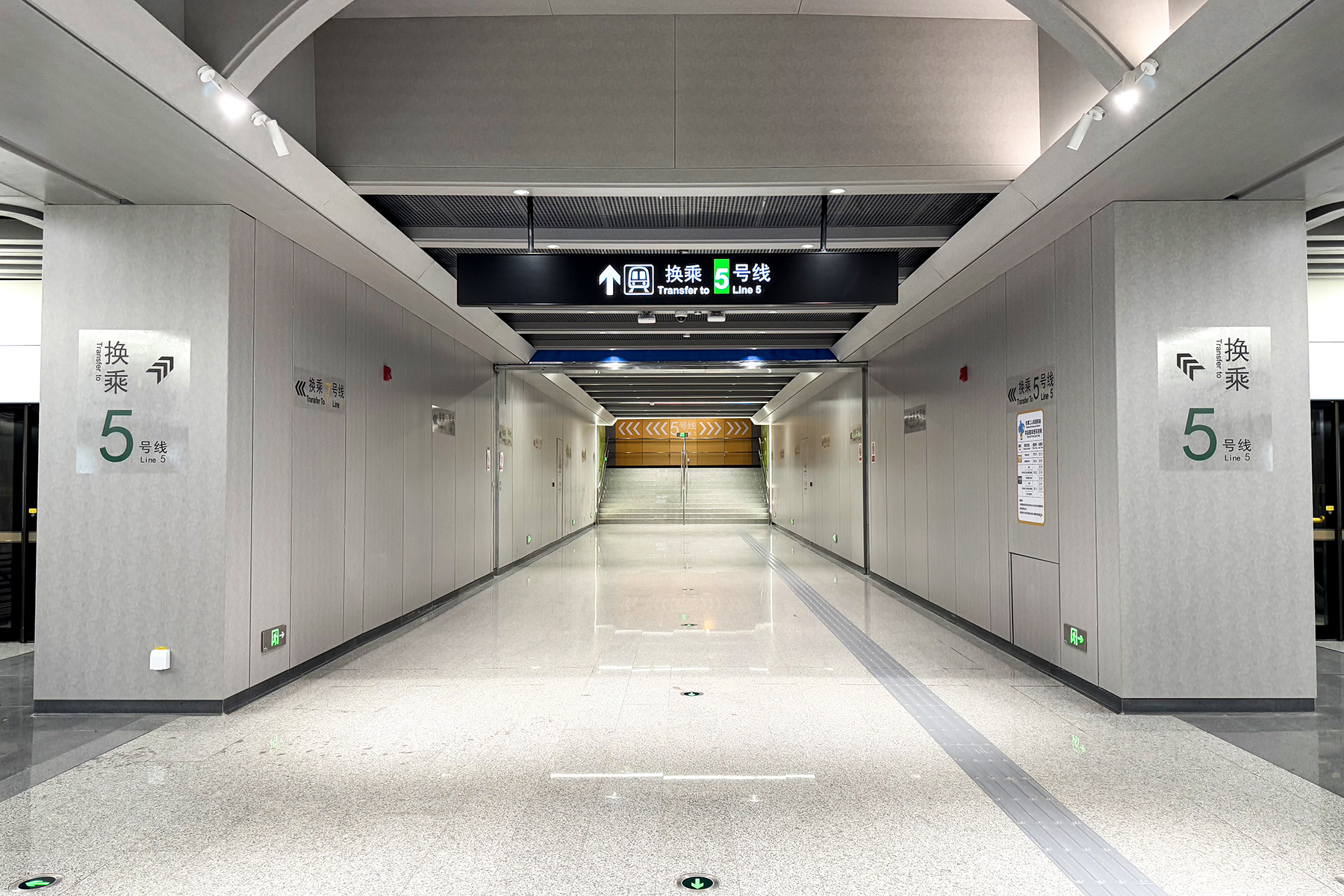
7号线站台北端连接5号线站台的换乘通道口
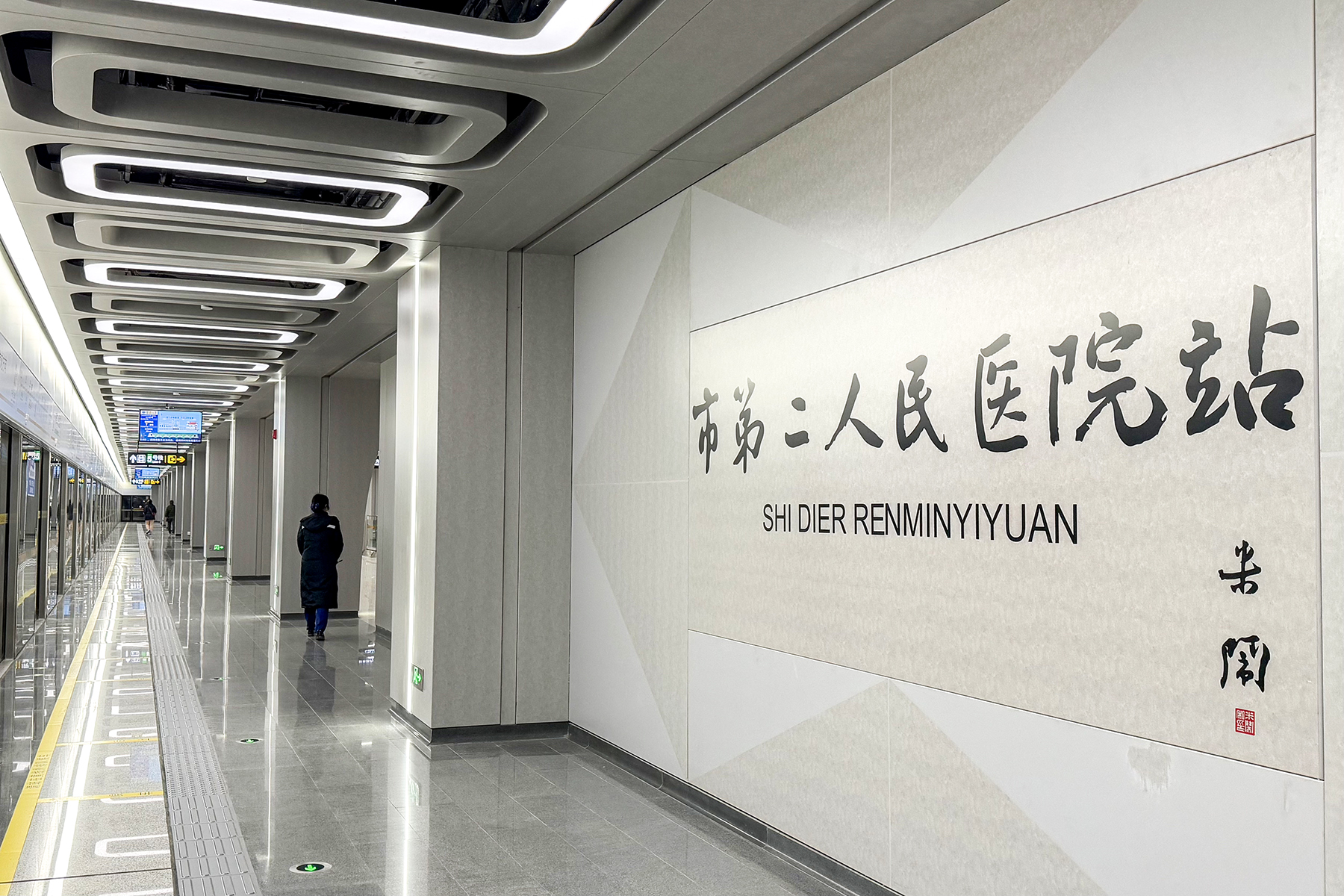
7号线站台上的站名书法大字壁
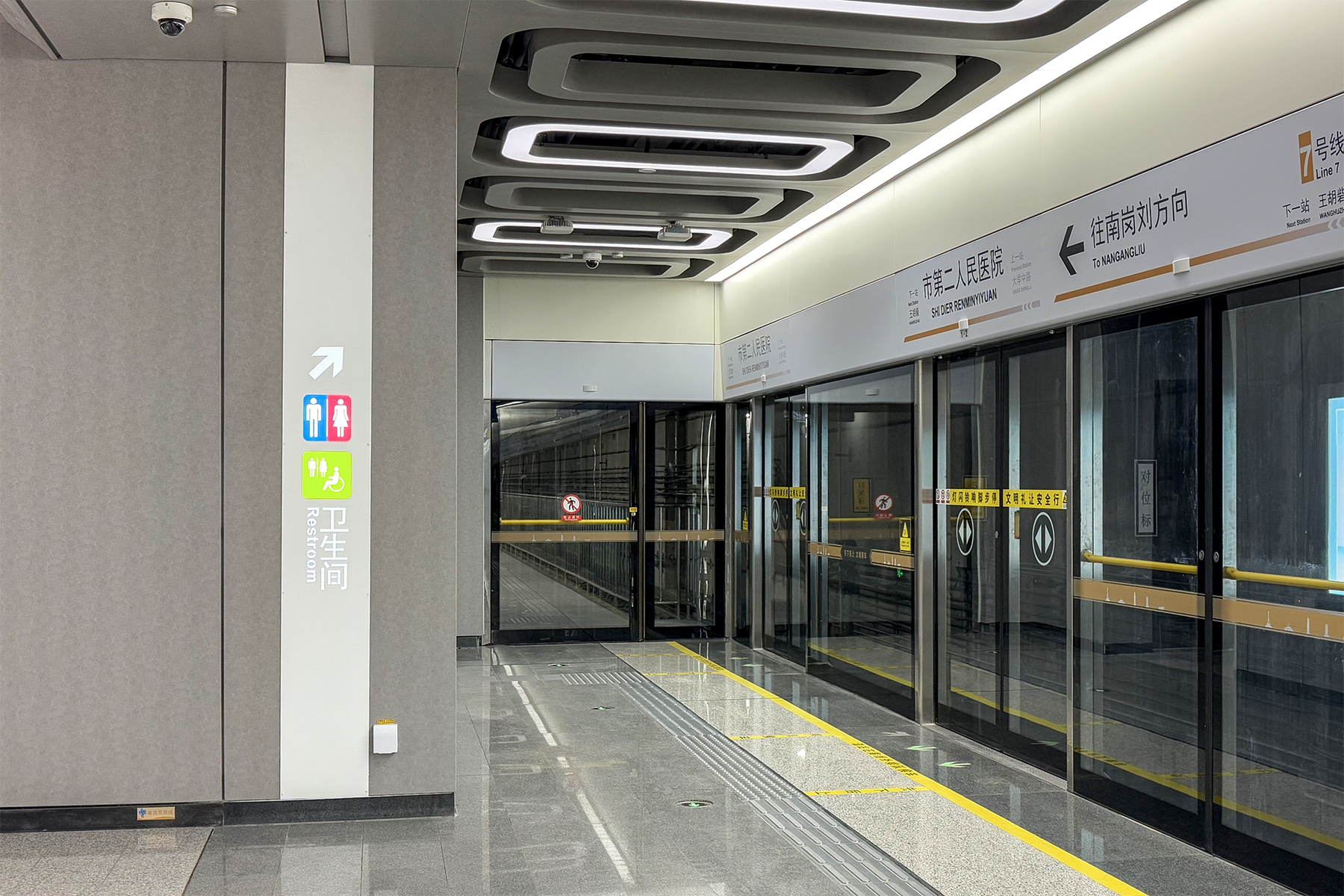
7号线站台南端的卫生间

### 出入口
市第二人民医院站目前开通8个出入口，其中A-D口连接地面和5号线站厅，分别位于航海中路和大学南路交叉路口的东南、西南、西北、东北四角。E-H口连接地面和7号线站厅，E、H口位于路口以南的大学南路东侧，F、G口位于大学南路西侧。所有出入口中，C、F、G口设有无障碍电梯。
该站各出入口信息如下表所示。
| 航海路大学路 | 航海路大学路   | 航海路大学路 | 航海路大学路   | 航海路大学路 |
| 编号         | 路线           | 路线         | 路线           | 备注         |
| ------------ | -------------- | ------------ | -------------- | ------------ |
| 203          | 建设西路凯旋路 | ⇆            | 汽车客运南站   |              |
| 298          | 佛岗村公交站   | ⇆            | 绿城广场       |              |
| B101         | 电厂路公交站   | ⇆            | 石化路公交站   |              |
| Y28          | 航海路秦岭路   | ⇆            | 郑汴路中州大道 | 夜间服务     |

| 航海路大学路 | 航海路大学路     | 航海路大学路 | 航海路大学路   | 航海路大学路 |
| 编号         | 路线             | 路线         | 路线           | 备注         |
| ------------ | ---------------- | ------------ | -------------- | ------------ |
| 111          | 百荣世贸商城北门 | ⇆            | 昆仑路陇海路   |              |
| 226          | 淮河西路公交站   | ⇆            | 二七区委       |              |
| 298          | 佛岗村公交站     | ⇆            | 绿城广场       |              |
| B101         | 电厂路公交站     | ⇆            | 石化路公交站   |              |
| Y28          | 航海路秦岭路     | ⇆            | 郑汴路中州大道 | 夜间服务     |
| Y59          | 兴华街公交站     | ⇆            | 大学南路紫玉路 | 夜间服务     |

| 郑州航空工业管理学院 | 郑州航空工业管理学院 | 郑州航空工业管理学院 | 郑州航空工业管理学院 | 郑州航空工业管理学院 |
| 编号                 | 路线                 | 路线                 | 路线                 | 备注                 |
| -------------------- | -------------------- | -------------------- | -------------------- | -------------------- |
| 40                   | 金沙江路公交站       | ⇆                    | 经一路红旗路         |                      |
| G55                  | 五龙口公交站         | ⇆                    | 大学路南三环         |                      |
| 111                  | 百荣世贸商城北门     | ⇆                    | 昆仑路陇海路         |                      |
| G204                 | 后仓村               | ⇆                    | 大学路南三环         |                      |
| G904                 | 紫玉路公交站         | ⇆                    | 北三环文化路         | 原904路、T4路        |
| B60                  | 南四环京广路         | ⇆                    | 火车站               | 原53路               |
| S193                 | 杨垛公交站           | ⇆                    | 郑州航空工业管理学院 |                      |
| Y21                  | 佛岗村公交站         | ⇆                    | 紫荆山人民路         | 夜间服务             |
| Y59                  | 兴华街公交站         | ⇆                    | 大学南路紫玉路       | 夜间服务             |

| 郑州航空工业管理学院 | 郑州航空工业管理学院 | 郑州航空工业管理学院 | 郑州航空工业管理学院 | 郑州航空工业管理学院 |
| 编号                 | 路线                 | 路线                 | 路线                 | 备注                 |
| -------------------- | -------------------- | -------------------- | -------------------- | -------------------- |
| 40                   | 金沙江路公交站       | ⇆                    | 经一路红旗路         |                      |
| G55                  | 五龙口公交站         | ⇆                    | 大学路南三环         |                      |
| 111                  | 百荣世贸商城北门     | ⇆                    | 昆仑路陇海路         |                      |
| G204                 | 后仓村               | ⇆                    | 大学路南三环         |                      |
| G904                 | 紫玉路公交站         | ⇆                    | 北三环文化路         | 原904路、T4路        |
| B60                  | 南四环京广路         | ⇆                    | 火车站               | 原53路               |
| S193                 | 杨垛公交站           | ⇆                    | 郑州航空工业管理学院 |                      |
| Y21                  | 佛岗村公交站         | ⇆                    | 紫荆山人民路         | 夜间服务             |
| Y59                  | 兴华街公交站         | ⇆                    | 大学南路紫玉路       | 夜间服务             |

## 车站装饰
5号线规划的18座换乘站在装修设计上分别以河南省的18个地级市的特色为主题，该站为许昌特色站，5号线站厅内设有以“三国故事”为主题的文化墙。文化墙画面从左至右依次为“曹冲称象”、“颍川谋士”、“孔融让梨”、“观沧海”、“英豪关羽”、“五禽戏”。画面用平铺分段的构图，错落有致地描绘三国时期魏国发生的脍炙人口的故事。文化墙以高温釉彩瓷板为主要材料，运用这种材料主要为了体现钧瓷文化，使钧瓷文化和三国遗风相结合。

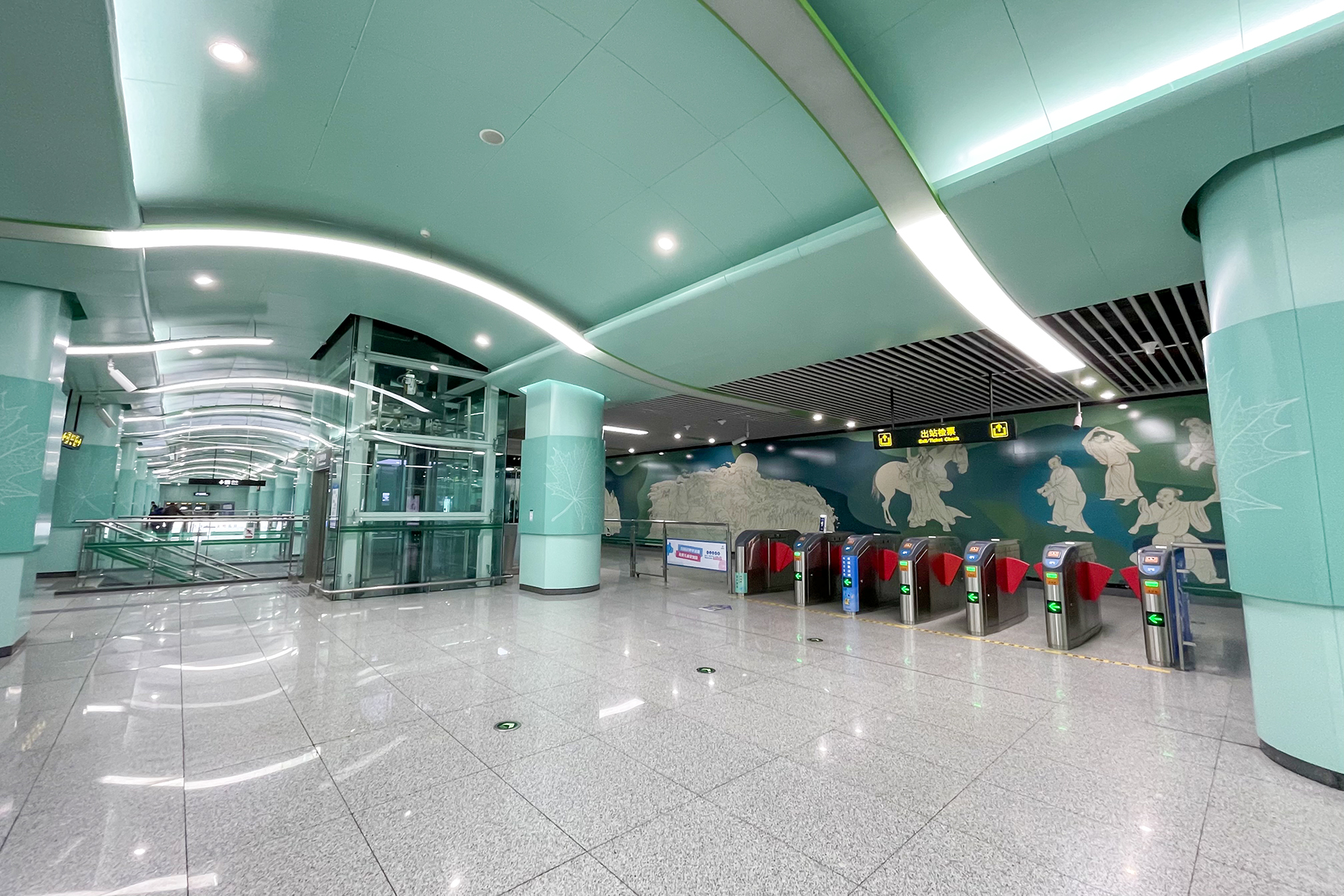
5号线站厅与文化墙
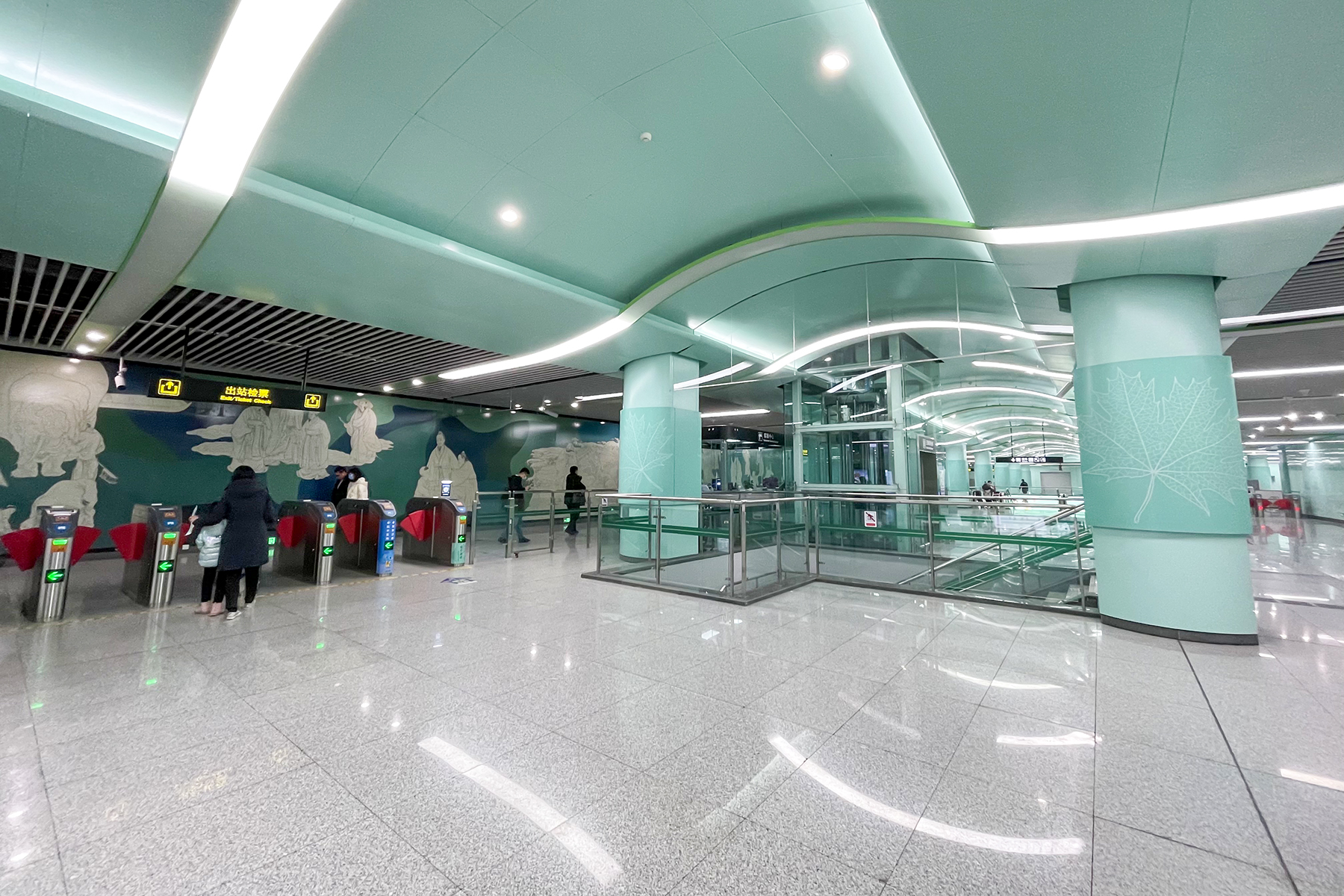
5号线站厅与文化墙

## 历史
市第二人民医院站于2019年5月20日随郑州地铁5号线开通运营而启用。2024年12月29日，随着7号线一期的开通运营，该站的7号线部分正式启用，成为5号线与7号线的换乘站。